# Sigue el dinero
Sigue el dinero (Follow the money en la versión original), también traducido como siga el dinero en español, es un latiguillo y frase recurrente popularizada en el docudrama de 1976 Todos los hombres del presidente, cinta estadounidense dirigida por Alan J. Pakula y basada en el libro homónimo de Carl Bernstein y Bob Woodward. La oración hace alusión a que la corrupción política del escándalo Watergate puede sacarse a la luz examinando las transferencias de dinero entre partidos.

## Origen
Para la película, el guionista William Goldman atribuyó la frase a «Garganta Profunda», el informante anónimo que participó en la revelación del escándalo Watergate. Sin embargo, este latiguillo no se menciona ni en el libro de no ficción que inspiró la película ni en ninguna documentación sobre el escándalo. En el libro aparece la frase «La clave era el dinero secreto de la campaña, y hay que rastrearlo todo», que el autor Bob Woodward dice al senador Sam Ervin.

## Historia
La popularidad de la película, una de las más taquilleras de 1976, ayudó a que la frase haya sido utilizada en múltiples ocasiones en el periodismo de investigación y en el debate político. Un ejemplo es el programa Follow the Money, una serie de reportajes de la CBS. Un episodio de la serie animada Padre de Familia y de NCIS: New Orleans lleva como título «Follow the money».
La frase «sigue el dinero» también ha sido empleada por varios políticos para exigir la investigación de la financiación de algunos candidatos de la oposición. Fue mencionada por Henry E. Peterson en la audiencia del Comité Judicial del Senado de 1974, con motivo de la candidatura de Earl J. Silbert a fiscal general de Estados Unidos. Un caso mucho más sonado tuvo lugar en septiembre de 2016, cuando durante la campaña presidencial de Donald Trump se utilizó dicha frase para criticar a Hillary Clinton y a la Fundación Clinton, una organización de ayuda humanitaria sin ánimo de lucro, respecto a las donaciones recibidas por diversos organismos, entre ellos el banco suizo UBS o el multimillonario irlandés de las telecomunicaciones Denis O'Brien.
En febrero de 2017, Carl Bernstein, quien junto a Woodward destapó el escándalo Watergate, utilizó la frase para animar a los periodistas a descubrir los posibles conflictos de intereses del presidente Trump. La Fundación Trump fue declarada posteriormente culpable de contribuciones ilegales a la campaña y otros delitos financieros.